# 泉町 (川越市)
泉町（いずみちょう）は、埼玉県川越市の町名。現行行政地名は泉町のみ。丁番の設定のない単独町名である。住居表示未実施地区。郵便番号は350-0026。

## 地理
埼玉県の川越比企地域で、川越市の東部に位置する。地区の東側を九十川が流れる。南古谷駅からほど近く、泉自動車工業（現マーレエンジンコンポーネンツジャパン）の工場跡地を開発したエリアにウニクス南古谷と住宅地が整備された。

## 世帯数と人口
2023年（令和5年）10月1日現在の世帯数と人口は以下の通りである。
| 町丁 | 世帯数  | 人口    |
| ---- | ------- | ------- |
| 泉町 | 735世帯 | 1,886人 |

## 小・中学校の学区
市立小・中学校に通う場合、学区は以下の通りとなる。
| 番地 | 小学校             | 中学校           |
| ---- | ------------------ | ---------------- |
| 全域 | 川越市立牛子小学校 | 川越市立砂中学校 |

## 交通
地区南端に川越線が敷設されているが駅はない。最寄り駅は川越線南古谷駅となっている。

### 道路
- 埼玉県道113号川越新座線

## 施設
- ウニクス南古谷
- 泉町公園